# Martin van den Heuvel

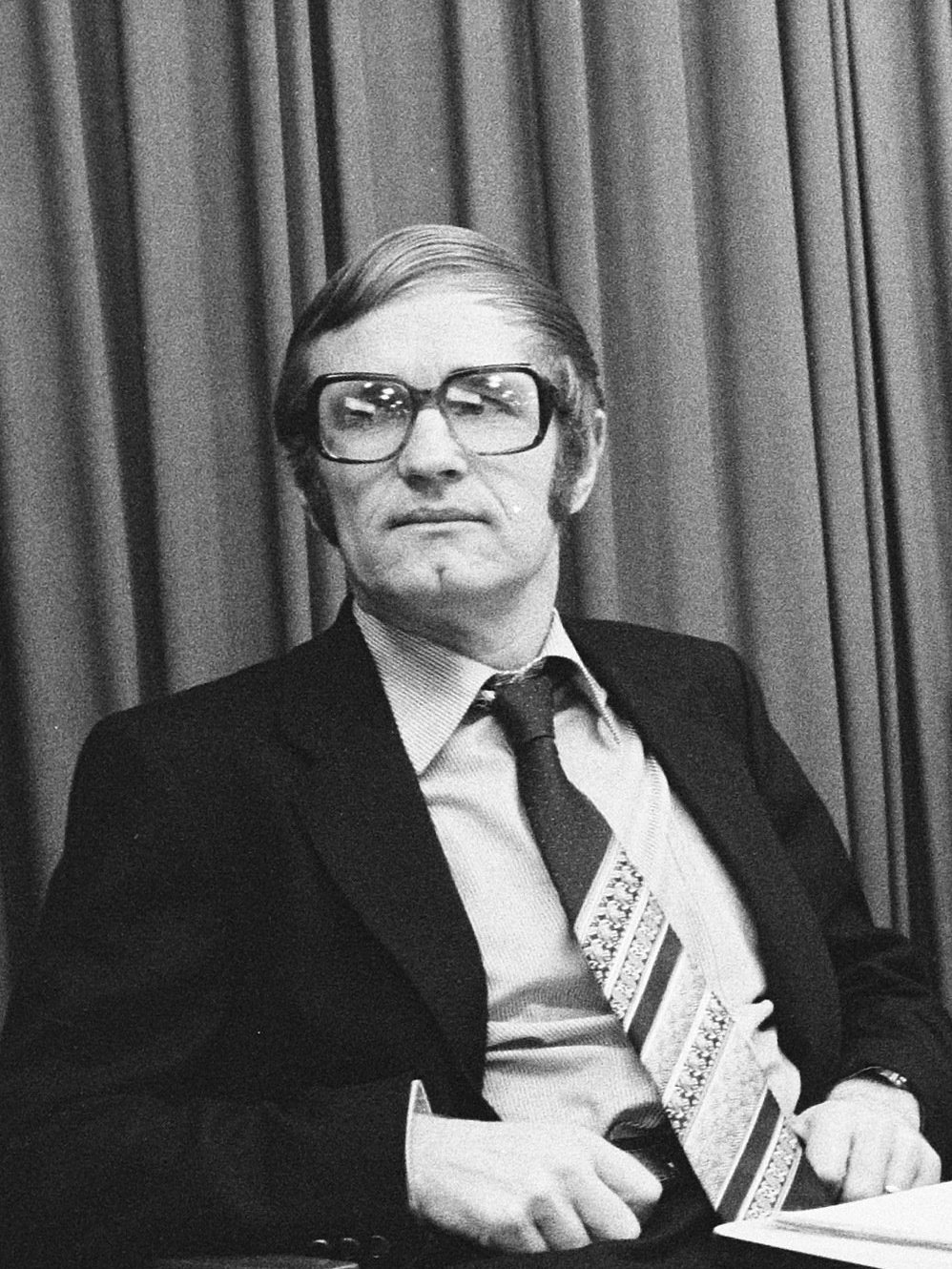

Martinus Petrus (Martin) van den Heuvel (Haarlem, 13 november 1931 – Heemstede, 13 april 2018) was een Nederlands Oost-Europadeskundige en journalist.
Martin van den Heuvel was correspondent in Moskou voor Het Parool, en daarna vele jaren docent aan het Oost-Europa Instituut van de Universiteit van Amsterdam. Ook was hij verbonden aan het Instituut Clingendael.
Van den Heuvel had veel contacten met Oost-Europese dissidenten. Hij had een onverzoenlijke houding ten opzichte van de communistische regimes, ook in de tijd waarin dat onder intellectuelen niet populair was. Over deze kwestie schreef hij in 1998 samen met de journalist Dick Verkijk het boek Schuld en boete, Bijdrage van twee anti's aan het communismedebat.
Van den Heuvel trad vaak op televisie op als Oost-Europadeskundige. Velen, onder wie hijzelf, dachten dat de parodie dr. Clavan van Kees van Kooten op hem gebaseerd was, maar dat bleek niet het geval.